# 澳大利恩

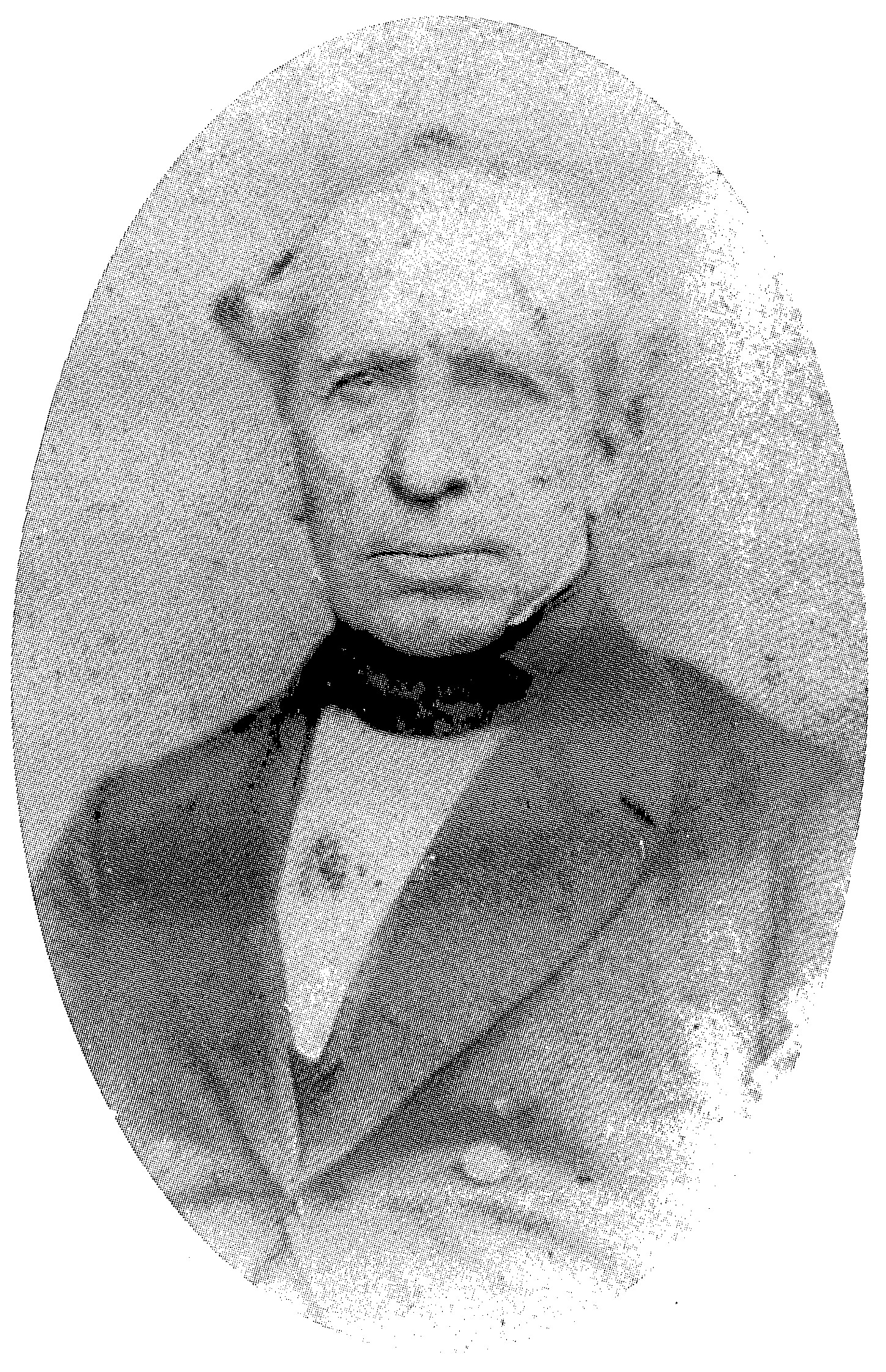
马歇尔·沃勒·克利夫顿，澳大利恩的創建者

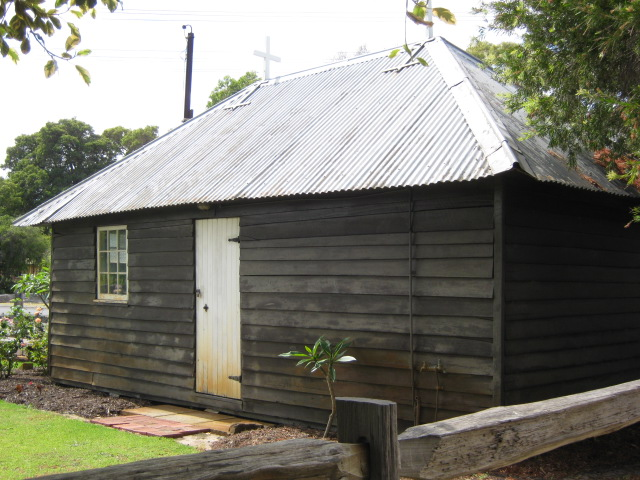
圣尼古拉斯教堂

澳大利恩（英文：Australind）是一個位於西澳大利亞州西南區班伯利北部市郊的一座衛星城市，隸屬於哈維郡，位於班伯利中心商業區東北約12公里。根據2006年人口調查，澳大利恩人口為8,717人。

## 命名
澳大利恩是以兩個地名──澳大利亞和印度，結合而成。他們以此命名是因為他們有意將這裡發展為一個馬養殖場，以供英属印度陆军騎兵使用。

## 历史

### 發現
在欧洲殖民者到達這一帶前，澳洲原住民华丹迪人是這裡的居民。到達這裡的殖民者發現這些原住民都十分畏懼外來者，但又擁有非常優秀的定向技能。這些原住民大部份都從事農業。發現澳大利恩附近海岸的第一個人是荷兰东印度公司船隻埃默洛尔德號的船長A.P.琼格。他於1658年2月24日尋找失蹤的船隻镀金德雷克號期間發現這個海岸。但是他沒有登陸。幾個月之後，埃尔號的船長J.P.裴文睿登陸了澳大利恩附近海岸，並遇上了三個原住民。他於同年7月16日回到巴达维亚。於1802年至1803年, 法国探险家尼古拉斯·博丹探索了澳大利恩附近的河口和河流，並以自己船隊中的其中一艘船隻命名佩利肯点，以及以隨著他出發的植物学家吉恩·巴蒂斯特·萊斯恩努·德拉图尔（Jean-Baptiste Leschenault de La Tour）命名萊斯恩努。
於1840年，西澳地产公司購買了位於這一帶的一塊面積約103,000英畝（420平方）的土地（今帕克菲尔德），並有意將之發展為一個英式小鎮供移民入住。於1831年，约翰·塞普蒂默斯·罗伊正式將這裡劃入澳洲地圖。而於1836年，中尉亨利·班伯里再次探索這一帶。不久，市鎮的規劃正式完成。在這個鎮內，將會有一個城市广场、教堂、學校、磨坊、公众大堂，以及一些商店。而首批定居者，則是於1841年到達澳大利恩的440個由马歇尔·克利夫顿領導的移民。可惜的是，在仅仅两年之後，帕克菲尔德被遗弃了。定居者遺棄帕克菲尔德，全因其贫瘠的土壤和極端的气候（夏季降雨不足，冬季降雨太多）。而市鎮只完成了極少建設。因此，承受巨大損失的西澳地产公司倒閉，而這片土地都被政府收回。於1875年，帕克菲尔德發展計劃正式無限期擱置。
現在在澳大利恩內，仍然有不少歷史建築，其中包括位於巴黎道上的圣尼古拉斯教堂（1848年）和亨顿平房（1841年），以及位於旧海岸公路處的厄普顿之家（克利夫顿故居，1847年）。圣尼古拉斯教堂原本是一個工人的村舍。教堂長8.2米，闊3.6米，因此成為全澳洲最小型的教堂。而亨顿平房則是全鎮第一個教堂。

### 發展與近況
於1860年代，澳大利恩是哈维 - 布伦瑞克地区最显著镇，并擁有一所学校，邮局和商店。另外，市政府還就交通問題，在不伦瑞克河上建了一座橋。但是，城鎮卻沒有再擴大。於1890年代，經平賈拉的珀斯至班伯利的鐵路發展，令到澳大利恩地位大降，並轉型發展農業和林業。
於1898年，澳大利恩的人口僅為33人（15男、18女）儘管於1971年，經過逾70年的增長，澳大利恩的人口依然只有418人。
於20世紀中期，澳大利恩開始發展。例如位於克利夫顿公园的班伯里高尔夫球场是建於1948年，以及二氧化钛颜料厂和污水处理厂於20世紀中期相繼建設在澳大利恩周邊。 但是，隨著班伯里於近代開始擴張，澳大利恩亦於1981年開始擴展。 
於1980年，澳大利恩的首間小學正式開始服務，而於1987年，澳大利恩的首間中學正式開始服務。在這几年内，土地開發商亦不斷建立新的房屋。於1980年代中期，州政府和哈维郡計劃將原有的工業全部搬進凯梅尔頓工业园区。於2001年，這個鎮正式成為以住宅為主的城鎮，而其物業價格亦不斷提升（2006年的平均物業價格為$402,000澳元）。隨著城市發展，澳大利恩的人口亦迅速提升。於2006年，澳大利恩的人口因大量英国移民而急升至逾8,000人。

## 地理
澳大利恩的南方為柯利河、西方為萊斯恩努河河口、東方為不伦瑞克河。戈尔韦格林和克利夫顿公园亦位於城內。而萊斯恩努、凯梅尔頓和金士顿都位於城鎮的郊區。

## 设施
澳大利恩的设施包括：
- 澳大利恩村购物中心：含有一個Coles超級市場和各种专卖店。
- 18洞的班伯里高尔夫球场：位於克利夫顿公园內，每年7月舉辦西南區开放日。[12]

## 教育
澳大利恩擁有兩間中學：成立於1987年的澳大利恩SHS中學和成立於2011年的乔格拉菲文法学校。澳大利恩亦擁有六間小學：成立於1980年的澳大利恩小學、成立於1988年的克利夫顿公园小學、成立於1993年的帕克菲尔德小學、成立於2009年的金士顿小學、成立於1986年的萊斯恩努天主教小学和成立於2011年的乔格拉菲文法学校。

## 运输
通往澳大利恩的班伯里巴士路線為841號，而乘搭巴士由澳大利恩到班伯里的時間為32分鐘。這條路線是由班伯里运输经营。